# Бенуа, Марсель
Марсель Бенуа (фр. Marcel Benoist; 1864 — 10 августа 1918) — швейцарский юрист французского происхождения, в честь которого названа премия — Премия Марселя Бенуа — награда за научные достижения, учреждённая фондом его имени и вручаемая швейцарским учёным с 1920 года.

## Биография
Родился в 1864 году в Париже в состоятельной буржуазной семье.
Изучал право и в 1889 году принял юридическую фирму своего отца. Через десять оставил юридическую деятельность, чтобы путешествовать по Европе. Занимался благотворительностью.
Будучи состоятельным человеком, имел широкий круг интересов, собрал обширную библиотеку и коллекцию предметов искусства.
В 1911 году Марсель Бенуа занялся переводом своего имущества в Швейцарию. В 1914 году он переехал в Лозанну, где прожил до конца жизни. В 1918 году он заболел оспой и в этом же году умер. Семьи у него не было.

## Фонд и премия
19 ноября 1920 года в Швейцарии был основан фонд Марселя Бенуа, который принял его наследство и взял на себя исполнение желания Бенуа: финансировать ежегодно присуждаемую научную премию для швейцарских учёных. Призовой фонд составляет 250 000 швейцарских франков. Первым лауреатом премии Марселя Бенуа в 1920 году стал врач-иммунолог Морис Артюс, заведующий кафедрой физиологии в Лозаннском университете в Швейцарии.